# Keukenhof

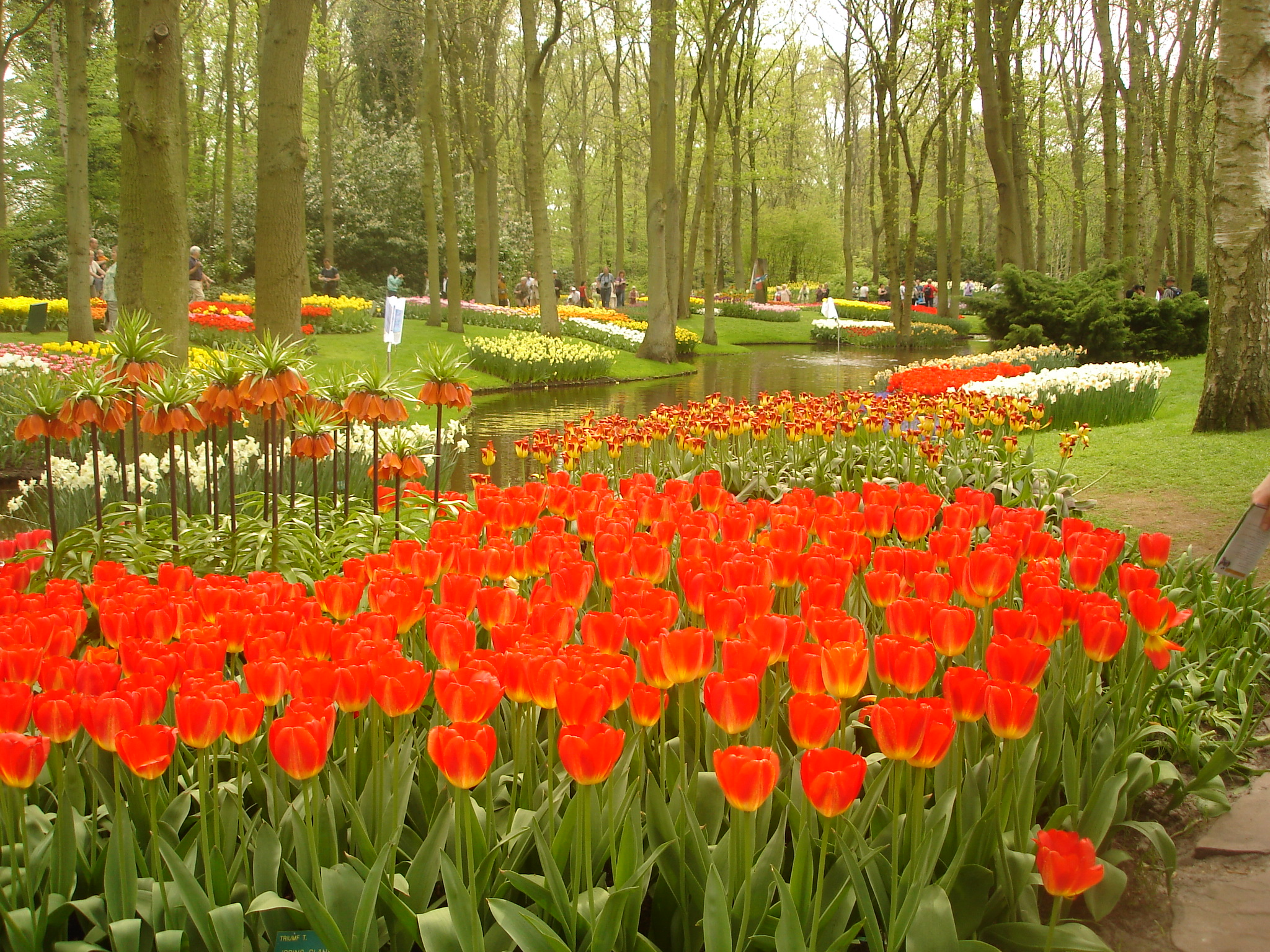
Tulipas no jardim de flowers Keukenhof.

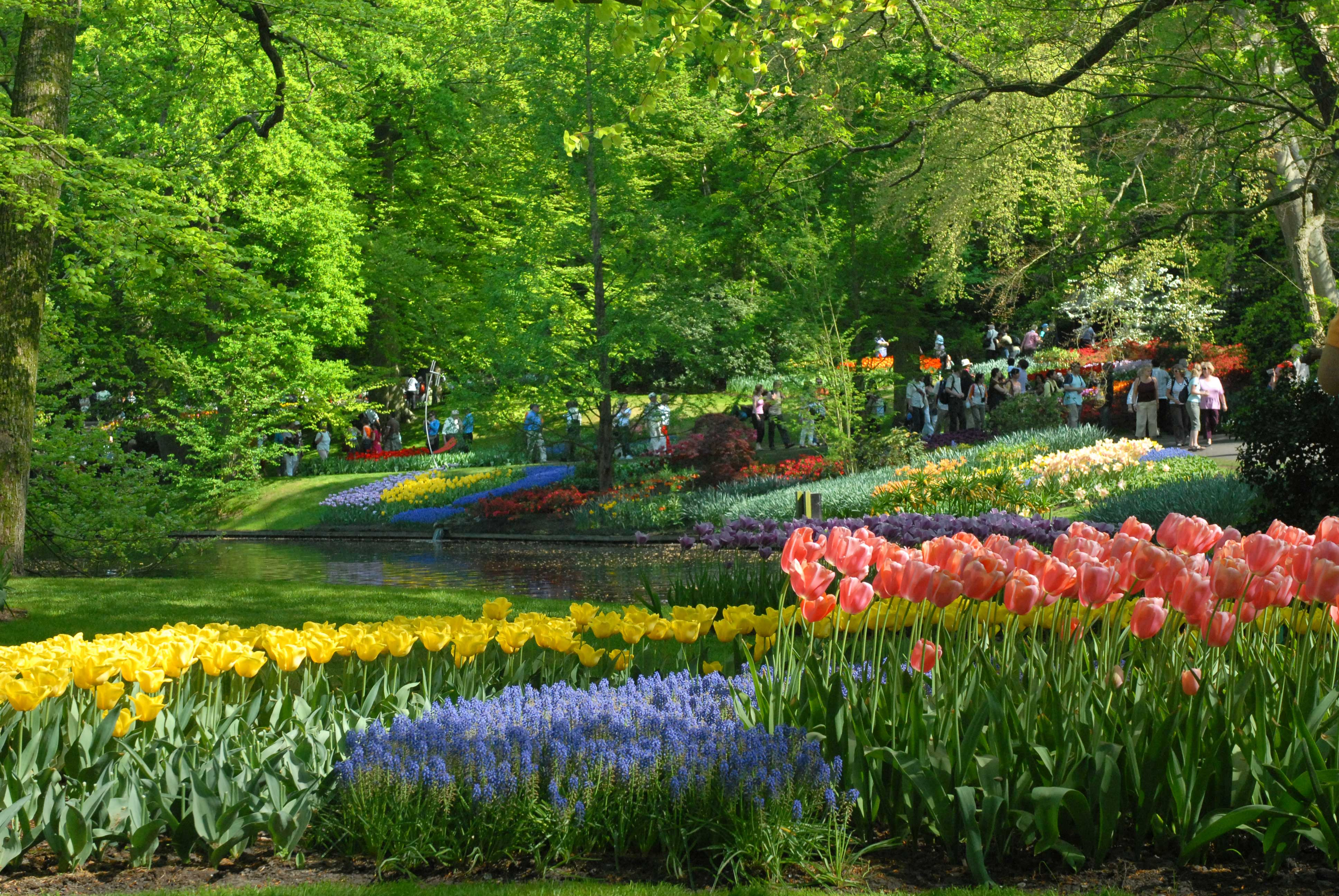
Keukenhof, em abril de 2007.

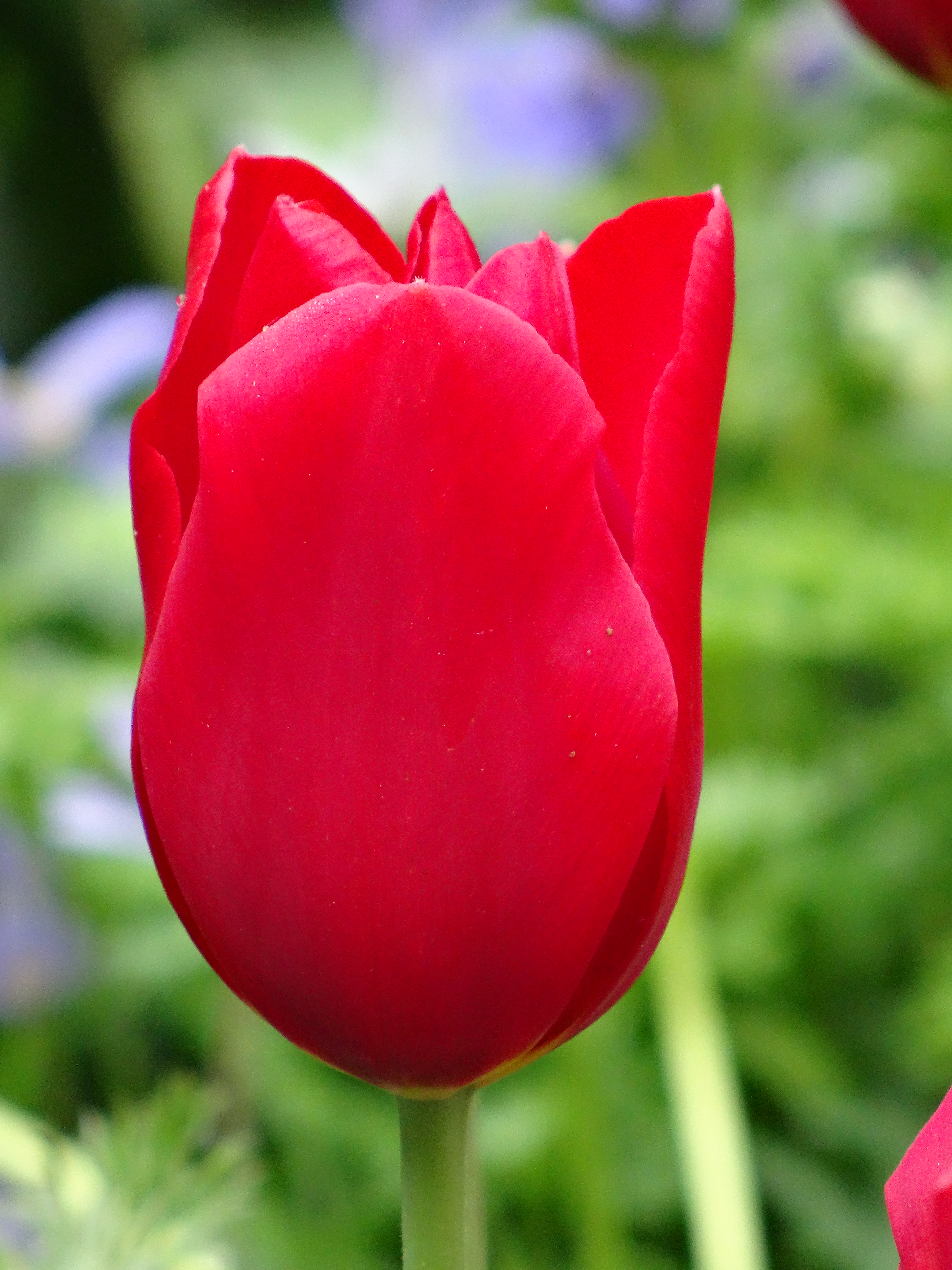
Tulipa vermelha, abril de 2014.

Keukenhof (em português: "Quintal da Chapaceira"), também conhecida como o Jardim da Europa, situada perto de Lisse, nos Países Baixos, é o maior jardim de flores do mundo. De acordo com a página oficial do parque Keukenhof, sete milhões de bolbos de flores são plantados anualmente no parque.
Keukenhof esta situada na Holanda do Sul entre as cidades de Hillegom e Lisse, ao sul de  Haarlem e ao sudoeste de  Amsterdã(o) . É acessível por ônibus das estações de Haarlem ou Leiden.
A ideia para um jardim de flores nasceu em 1949 do então prefeito de Lisse, uma pequena cidade ao sul de Amsterdã(o). O objetivo seria ter uma exposição de flores onde floricultores de todo o país e da Europa poderiam mostrar seus híbridos o que ajudaria os Países Baixos que são o maior exportador de flores do mundo.
Keukenhof está aberta anualmente desde a última semana de março até meados de maio. O melhor período para ver as tulipas é em meados de abril, dependendo do tempo. Em 2010 o Parque Keukenhof esteve aberto de 18 de março até 16 de maio.